# Mark Hamill
Mark Richard Hamill (Oakland, 25 settembre 1951) è un attore e doppiatore statunitense.

Firma di Mark Hamill

Ha raggiunto la fama internazionale interpretando il personaggio di Luke Skywalker nella saga cinematografica di Guerre stellari: questo è stato, e rimane, il ruolo più importante della sua carriera, che lo ha immortalato nella storia del cinema. Nel doppiaggio si segnala soprattutto per aver prestato la voce al Joker, supercriminale della DC Comics nelle serie animate e nei videogiochi dedicati a Batman; ma anche per il doppiaggio del signore del fuoco Ozai, antagonista della serie Avatar - La leggenda di Aang.

## Biografia

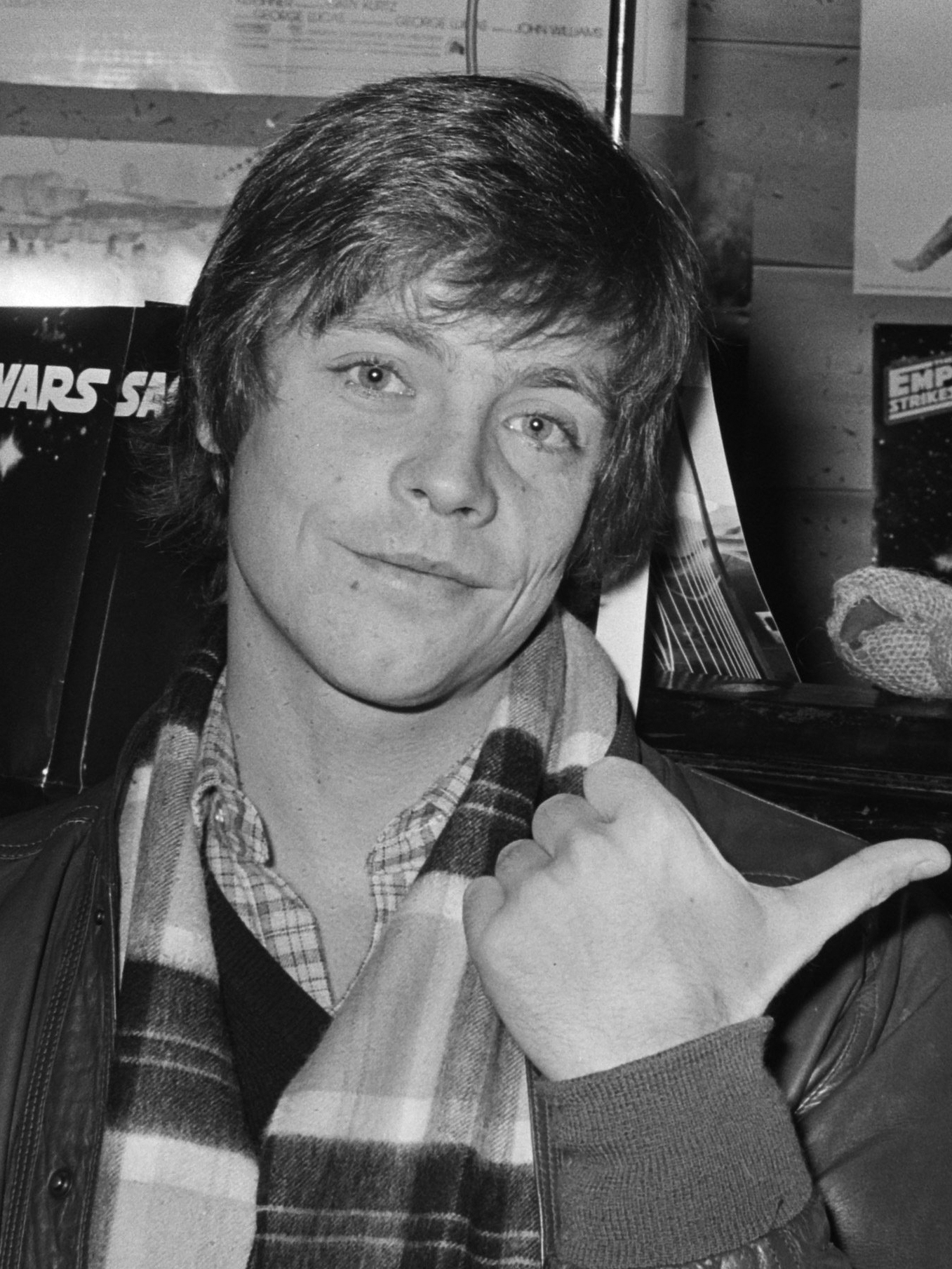
Mark Hamill ad Amsterdam nel 1980

Nasce in una famiglia numerosa di origini inglesi, scozzesi, irlandesi e svedesi, da Virginia Suzanne Johnson e William Thomas Hamill, capitano della United States Navy. Ha due fratelli e quattro sorelle. Durante gli anni liceali, per il lavoro del padre, ha vissuto un anno in Giappone, dove ha fatto parte del club teatrale della scuola internazionale che frequentava.
Diventa famoso quando viene scelto per interpretare il ruolo di Luke Skywalker nella prima trilogia di Guerre stellari. Dopo aver chiuso la parentesi con George Lucas, a cui è arrivato grazie all'interessamento dell'amico Robert Englund, Hamill ha iniziato una carriera di successo a Broadway in qualità di autore di fumetti e doppiatore, attività che lo ha reso noto soprattutto per aver prestato voce al personaggio del Joker nella serie animata di Batman e in tutte le apparizioni dello storico supercriminale nel DC Animated Universe.
L'11 gennaio 1977, un giorno prima di quello fissato per girare una delle scene finali di Guerre stellari, Hamill rimase coinvolto in un incidente d'auto nel quale riportò la frattura del naso e dello zigomo sinistro. Questo trauma richiese sette ore di intervento chirurgico, rendendo al contempo necessario l'utilizzo di un sostituto per le scene rimanenti.
Nel 1978 Hamill ha sposato Marilou York. La coppia ha avuto tre figli: Nathan (1979), Griffin (1983) e Chelsea Elizabeth (1988). Il primogenito Nathan lo ha reso nonno nel 2016.
Come doppiatore, ha partecipato anche a molti episodi dello show in stop-motion Robot Chicken. Hamill ha avuto a che fare con i supereroi anche sul piccolo schermo, interpretando la nemesi di Flash, Trickster, nell'omonima serie televisiva dei primi anni novanta; vent'anni dopo tornerà invecchiato allo stesso ruolo per la nuova serie di Flash; Hamill interpreta Trickster anche nella serie animata Justice League, insieme ad altri personaggi. Nel 2004 presta la voce a Wolverine nel gioco X-Men 2: La vendetta di Wolverine. Ha inoltre interpretato il ruolo di David Bradford nell'episodio pilota de La famiglia Bradford e ha collaborato anche con il mondo dei videogames, nello specifico nella serie Wing Commander, dove interpreta il colonnello Christopher "Maverick" Blair, uno dei personaggi principali.
Nel 2014 ha accettato di vestire i panni del professor James Arnold nel film Kingsman - Secret Service. Nel 2015 torna a vestire i panni di Luke Skywalker nel settimo film dedicato alla saga di Guerre stellari, Star Wars - Il risveglio della Forza. Sempre nel 2015 viene confermata la presenza dell'attore all'ottavo capitolo della saga intitolato: Star Wars - Gli ultimi Jedi uscito a dicembre 2017.
Nel 2019, Hamill doppia la voce di Chucky nel film horror remake La bambola assassina, diretto da Lars Klevberg. Nello stesso anno torna ad interpretare Luke Skywalker, come Fantasma di Forza, nel nono ed ultimo episodio della saga, Star Wars - L'ascesa di Skywalker, diretto da J. J. Abrams e uscito a dicembre.

## Filmografia

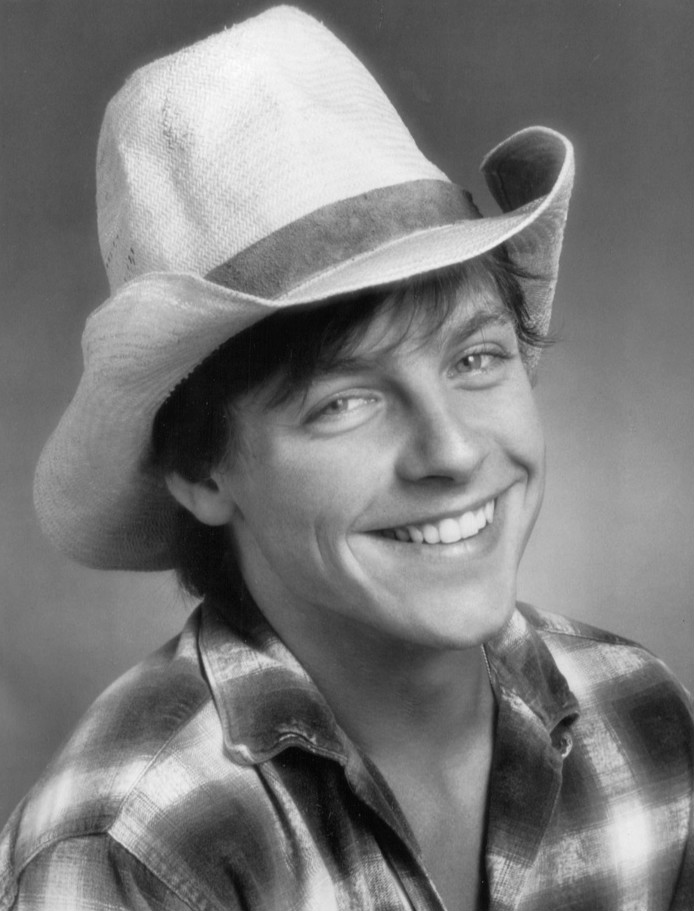
Mark Hamill nel 1975

### Attore

#### Cinema
- Guerre stellari (Star Wars), regia di George Lucas (1977)
- L'estate della Corvette (Corvette Summer), regia di Matthew Robbins (1978)
- L'Impero colpisce ancora (The Empire Strikes Back), regia di Irvin Kershner (1980)
- Il grande uno rosso (The Big Red One), regia di Samuel Fuller (1980)
- La notte in cui si spensero le luci in Georgia (The Night the Lights Went Out in Georgia), regia di Ronald F. Maxwell (1981)
- Britannia Hospital, regia di Lindsay Anderson (1982)
- Il ritorno dello Jedi (Return of the Jedi), regia di Richard Marquand (1983)
- Slipstream, regia di Steven Lisberger (1989)
- Sulla strada, a mezzanotte (Midnight Ride), regia di Bob Bralver (1990)
- Guyver, regia di Screaming Mad George e Steve Wang (1991)
- Black Magic Woman, regia di Deryn Warren (1991)
- I sonnambuli (Sleepwalkers), regia di Mick Garris (1992) - cameo non accreditato
- Time Runner - I dominatori della Terra (Time Runner), regia di Michael Mazo (1993)
- Silk Degrees, regia di Armand Garabidian (1994)
- Villaggio dei dannati (John Carpenter's Village of the Damned), regia di John Carpenter (1995)
- Il comandante Hamilton (Hamilton), regia di Harald Zwart (1998)
- Watchers Reborn, regia di John Carl Buechler (1998)
- Jay & Silent Bob... Fermate Hollywood! (Jay and Silent Bob Strike Back), regia di Kevin Smith (2001)
- Reeseville, regia di Christian Otjen (2003)
- Comic Book: The Movie, regia di Mark Hamill (2004)
- Thelomeris, regia di Balázs Hatvani (2011)
- Airborne, regia di Dominic Burns (2012)
- Sushi Girl, regia di Kern Saxton (2012)
- Virtually Heroes, regia di G.J. Echternkamp (2013)
- Kingsman - Secret Service, regia di Matthew Vaughn (2014)
- Star Wars - Il risveglio della Forza (Star Wars: The Force Awakens) - cameo, regia di J. J. Abrams (2015)
- Brigsby Bear, regia di Dave McCary (2017)
- Star Wars - Gli ultimi Jedi (Star Wars: The Last Jedi), regia di Rian Johnson (2017)
- Con Man, regia di Bruce Caulk (2018)
- Star Wars - L'ascesa di Skywalker (Star Wars: The Rise of Skywalker), regia di J. J. Abrams (2019)
- The Life of Chuck, regia di Mike Flanagan (2024)

#### Televisione
- Cannon – serie TV, 1 episodio (1971)
- Mistero in galleria (Night Gallery) – serie TV, 1 episodio (1972)
- Sarah T. - Portrait of a Teenage Alcoholic film tv (1975)
- Le strade di San Francisco (The Streets of San Francisco) – serie TV, 2 episodi (1975-1977)
- La famiglia Bradford (Eight Is Enough) – serie TV, 1 episodio (1977)
- The Star Wars Holiday Special – film TV, regia di Steve Binder (1978)
- Storie incredibili (Amazing Stories) – serie TV, episodio 1x16 (1986)
- Alfred Hitchcock presenta (Alfred Hitchcock Presents) – serie TV, episodio 2x03 (1987)
- Flash (The Flash) – serie TV, 2 episodi (1991)
- Body Bags - Corpi estranei (Body Bags) – film TV (1993)
- SeaQuest - Odissea negli abissi (seaQuest DSV) – serie TV, 2 episodi (1995)
- Oltre i limiti (The Outer Limits) – serie TV, 1 episodio (1996)
- Chuck – serie TV, 1 episodio 5x01 (2011)
- Criminal Minds – serie TV, 2 episodi (2013)
- Vicini del terzo tipo (The Neighbors) – serie TV, episodio 1x22 (2013)
- The Flash – serie TV, 3 episodi (2015-2016)
- Man Down – serie TV, 1 episodio (2016)
- Pop Culture Quest – serie TV, 10 episodi (2016-2017)
- Dimension 404 – serie TV, 6 episodi (2017)
- Nightcap – serie TV, 1 episodio (2017)
- Mystery Science Theater 3000 – serie TV, 1 episodio (2017)
- The Big Bang Theory – serie TV, episodio 11x24 (2018)
- Knightfall – serie TV, 7 episodi (2019)
- What We Do in the Shadows – serie TV, episodio 2x06 (2020)
- The Mandalorian – serie TV, episodio 2x08 (2021)
- La caduta della casa degli Usher (The Fall of the House of Usher), regia di Mike Flanagan – miniserie TV (2023)

### Doppiatore
- Jeannie – serie TV, 16 episodi (1976)
- Wizards, regia di Ralph Bakshi (1977)
- Nausicaä of the Valley of the Wind regia di Hayao Miyazaki (1984)
- Batman – serie TV, 15 episodi (1992-1994)
- Batman: La maschera del Fantasma (Batman: Mask of the Phantasm), regia di Eric Radomski e Bruce W. Timm (1993)
- Wing Commander III: Heart of the Tiger - videogioco (1994)
- Spider-Man: The Animated Series – serie TV (1994-1998) voce di Hobgoblin
- Full Throttle - videogioco (1995)
- I Fantastici Quattro – serie TV, 2 episodi (1995-1996)
- L'incredibile Hulk – serie TV, 11 episodi (1996-1997)
- Batman - Cavaliere della notte – serie TV, 5 episodi (1997-1999)
- Batman e Superman - I due supereroi (The Batman Superman Movie: World's Finest), regia di Toshihiko Masuda – film TV (1997)
- Batman of the Future: Il ritorno del Joker (Batman Beyond: Return of the Joker), regia di Curt Geda (2000)
- Le avventure di Superman – serie TV (1996-2000)
- Scooby-Doo e l'isola degli zombie (Scooby-Doo on zombie island), regia di Hiroshi Aoyama, Kazumi Fukushima e Jim Stenstrum (1998)
- I Simpson – serie TV, 2 episodi (1998, 2017)
- Starsiege - videogioco (1999)
- Giuseppe, il re dei sogni (Joseph: King of Dream), regia di Rob LaDuca e Robert C. Ramirez (2000)
- Scooby-Doo e gli invasori alieni (Scooby-Doo and the Alien Invaders), regia di Jim Stenstrum (2000)
- La squadra del tempo – serie TV, 6 episodi (2001)
- Justice League – serie TV, 10 episodi (2002-2006)
- Balto - Il mistero del lupo (Balto: Wolf Quest), regia di Phil Weinstein (2002)
- Static Shock – serie TV, 1 episodio (2002)
- Nome in codice: Kommando Nuovi Diavoli – serie TV, 9 episodi (2002-2008)
- Le nuove avventure di Scooby-Doo – serie TV, 2 episodi (2002-2003)
- I Griffin – serie TV, 1 episodio (2003)
- X-Men 2: La vendetta di Wolverine - videogioco (2003)
- Super Robot Monkey Team Hyperforce Go! – serie TV, 13 episodi (2004-2005)
- Avatar: la leggenda di Aang - serie animata, (2005-2008), doppiatore del Signore del Fuoco Ozai
- The Batman - serie animata, 1 episodio (2006)
- Yakuza - videogioco (2006)
- Spongebob SquarePants - serie animata, 1 episodio (2007)
- Battaglia per la Terra 3D (Terra), regia di Aristomenis Tsirbas (2007)
- Futurama - Il colpo grosso di Bender, regia di Dwayne Carey-Hill (2007)
- The Legend of Spyro: L'alba del drago - videogioco (2008)
- In cucina con ZeFronk – serie TV, 7 episodi (2008-2013)
- Batman: Arkham Asylum (2009)
- Afro Samurai: Resurrection, regia di Fuminori Kizaki – film TV (2009)
- Kingdom Hearts Birth by Sleep - videogioco (2010) - Master Eraqus
- Zevo-3 – serie TV, 6 episodi (2010)
- Lego Hero Factory – serie TV, 1 episodio (2010)
- Avengers - I più potenti eroi della Terra – serie TV, 2 episodi (2010)
- Regular Show – serie TV, 153 episodi (2010-2017)
- Scooby-Doo! Paura al campo estivo – film TV (2010)
- Dante's Inferno: An Animated Epic, di registi vari (2010)
- Adventure Time – serie TV, 3 episodi (2010-2014)
- Hero Factory – serie TV, 4 episodi (2010-2012)
- Batman: Arkham City - videogioco (2011)
- Scooby-Doo! Mystery Incorporated - serie animata, 2 episodi (2012)
- Ultimate Spider-Man - serie animata, 11 episodi (2012-in corso)
- Dragons – serie animata, 13 episodi (2012-2018)
- Star Wars: The Clone Wars - serie animata (2014, doppiatore di Darth Bane)
- Uncle Grandpa - serie animata, 8 episodi (2013-2017)
- Turbo FAST - serie animata, 4 episodi (2013-2014)
- Transformers: Rescue Bots - serie animata, 8 episodi (2014-2016)
- Ben 10: Omniverse - serie animata, 4 episodi (2014)
- Gravity Falls - serie animata, 1 episodio (2014)
- Elf: Buddy's Musical Christmas – film TV (2014)
- Jake e i pirati dell'Isola che non c'è - serie animata, 4 episodi (2014-2016)
- Scooby-Doo! Crociera sulla Luna – film TV (2015)
- Lego DC Comics Super Heroes: Justice League - Attack of the legion of doom – film TV (2015, doppiatore di Trickster)
- Be Cool, Scooby-Doo! - serie animata, 1 episodio (2015)
- Miles from Tomorrowland - serie animata, 11 episodi (2015-in corso)
- Regular Show - Il film – film TV (2015)
- Batman: Arkham Knight - videogioco (2015)
- Justice League Action - serie animata, 8 episodi (2016-2018)
- Batman: The Killing Joke, regia di Sam Liu (2016)
- Lego Marvel's Avengers - videogioco (2016)
- Bunyan and Babe, regia di Tony Bancroft (2017)
- La legge di Milo Murphy - serie animata, 5 episodi (2017)
- Teenage Mutant Ninja Turtles - Tartarughe Ninja - serie animata, 4 episodi (2017)
- Avengers Assemble - serie animata, 3 episodi (2017)
- Penn Zero: Eroe Part-Time - serie animata, 1 episodio (2017)
- Trollhunters - serie animata, 11 episodi (2017-2018)
- My Little Pony - L'amicizia è magica - serie animata (2018)
- Kingdom Hearts III - videogioco (2019) - Master Eraqus
- Spider-Man - serie animata, 1 episodio (2018)
- Star Wars: Forces of Destiny - serie animata, 2 episodi (2018)
- Transformers: Power of the Primes - serie animata, 7 episodi (2018)
- The Venture Bros. - serie animata, 1 episodio (2018)
- La bambola assassina (Child's Play), diretto da Lars Klevberg (2019)
- Dark Crystal - La resistenza – serie TV, 10 episodi (2019)
- The Mandalorian – serie TV, episodi 1x05, 2x08 (2019-2020)
- Gli ultimi ragazzi sulla Terra - serie animata, 11 episodi (2019-in corso)
- Invincible – serie animata, 8 episodi (2021)
- Masters of the Universe: Revelation - serie animata, 2 episodi (2021)
- The Book of Boba Fett – serie TV, episodio 1x06 (2022)
- Il ragazzo e l'airone (Kimi-tachi wa dō ikiru ka), regia di Hayao Miyazaki (2023)[7]
- Justice League: Crisi sulle Terre infinite - Parte 3 (Justice League: Crisis on Infinite Earths - Part Three), diretto da Jeff Wamester (2024)
- Star Wars: Rebuild the Galaxy, regia di Chris Buckley (2024)

## Teatro
- The Elephant Man di Bernard Pomerance, regia di Jack Hofsiss. Booth Theatre di Broadway (1981)
- Amadeus di Peter Shaffer, regia di Peter Hall. Broadhurst Theatre di Broadway (1983)
- Harrigan 'N Hart, libretto di Michael Stewart, testi di Peter Walker, colonna sonora di Max Showwalter, regia di Joe Layton. Longacre Theatre di Broadway (1985)
- The Nerd di Larry Shue, regia di Charles Nelson Reilly. Helen Hayes Theatre di Broadway (1987)
- Six Dance Lessons in Six Weeks di Richard Alfieri, regia di Arthur Allan Seidelman. Belasco Theatre di Broadway (2003)

## Doppiatori italiani
Nelle versioni in italiano delle opere in cui ha recitato, Mark Hamill è stato doppiato da:
- Francesco Prando in Time Runner - I dominatori della Terra, Star Wars - Gli ultimi Jedi, The Big Bang Theory, Star Wars - L'ascesa di Skywalker, What We Do in the Shadows
- Claudio Capone in Guerre stellari[8], L'Impero colpisce ancora, Britannia Hospital, Il ritorno dello Jedi[8]
- Angelo Maggi ne Il comandante Hamilton, Criminal Minds, Knightfall
- Loris Loddi in Alfred Hitchcock presenta, Brigsby Bear, The Machine
- Giorgio Lopez in Flash[9], The Flash
- Massimo Rossi ne La famiglia Bradford
- Roberto Chevalier ne Il grande uno rosso
- Elio Marconato in Slipstream
- Luca Dal Fabbro in Sulla strada, a mezzanotte
- Roberto Pedicini in Body Bags - Corpi estranei
- Saverio Garbarino in Villaggio dei dannati
- Maurizio Romano in SeaQuest - Odissea negli abissi
- Luca Ward in Oltre i limiti
- Massimo Lodolo in Jay & Silent Bob... Fermate Hollywood!
- Fabio Boccanera in Storie incredibili[10]
- Antonio Palumbo in Vicini del terzo tipo
- Roberto Draghetti in Kingsman - Secret Service
- Luca Biagini in La caduta della casa degli Usher
- Federico Viola in Muppet Show (ridoppiaggio)

Da doppiatore è sostituito da:
- Riccardo Peroni in Batman, Batman - Cavaliere della notte, Batman Beyond - Il ritorno del Joker, Batman e Superman - I due supereroi, Justice League, Batman: Arkham Asylum, Batman: Arkham City, Batman: Arkham Knight
- Francesco Prando ne I Simpson, Scooby-Doo and Guess Who? (Sé stesso), Star Wars: Forces of Destiny (Luke Skywalker), Il robot selvaggio, Lego Star Wars: Rebuild the Galaxy
- Pasquale Anselmo in Justice League Action, Scooby-Doo and Guess Who? (Joker), Masters of the Universe: Revelations
- Ambrogio Colombo ne Le avventure di Superman, Batman e Superman - I due supereroi (ridoppiaggo TV)
- Loris Loddi ne I fantastici quattro, La bambola assassina
- Claudio Moneta in Balto - Il mistero del lupo, The Legend of Spyro - L'alba del Drago
- Dimitri Winter in The Mandalorian, The Book of Boba Fett
- Massimo Milazzo in Spider-Man: The Animated Series
- Sergio Di Giulio in Batman - La maschera del fantasma
- Diego Sabre in Justice League (Solomon Grundy)
- Vittorio Amandola in Nome in codice: Kommando Nuovi Diavoli
- Marco Pagani in L'incredibile Hulk
- Marco Balzarotti in Zevo-3
- Mario Brusa in Static Shock
- Massimo Corvo in Super Robot Monkey Team Hyperforce Go!
- Oliviero Dinelli in La squadra del tempo
- Gianni Giuliano in Lego Hero Factory: Breakout
- Antonio Palumbo in Giuseppe, il re dei sogni
- Maurizio Reti in Jeannie
- Vittorio Stagni in Scooby-Doo e gli invasori alieni
- Pietro Ubaldi in In cucina con ZeFronk
- Mario Zucca in Scooby-Doo - L'isola degli Zombie
- Mario Bombardieri in Regular Show (Skips)
- Toni Orlandi in Regular Show (Padre di Batti Cinque)
- Stefano Onofri in Regular Show (Castoro Gang Capicola)
- Pierluigi Astore in Battaglia per la terra 3D
- Giorgio Lopez in Dante's Inferno: An Animated Epic
- Alberto Angrisano in Dragons - I cavalieri di Berk
- Germano Basile in Tom & Jerry all'arrembaggio
- Massimo Bitossi in Ultimate Spider-Man
- Mirko Cannella in Scooby-Doo - Paura al campo estivo (Deacon/Boretti Faccia Di Bimbo)
- Vladimiro Conti in Scooby-Doo - Paura al campo estivo (negoziante)
- Luigi Ferraro in Scooby-Doo and Guess Who? (Trickster)
- Gerolamo Alchieri in Dark Crystal - La resistenza
- Roberto Draghetti in Lego Hero Factory
- Giorgio Locuratolo in La sirenetta - Le nuove avventure marine di Ariel
- Ennio Coltorti in Invincible
- Edoardo Siravo in The Sandman